# Northern Neck Proprietary

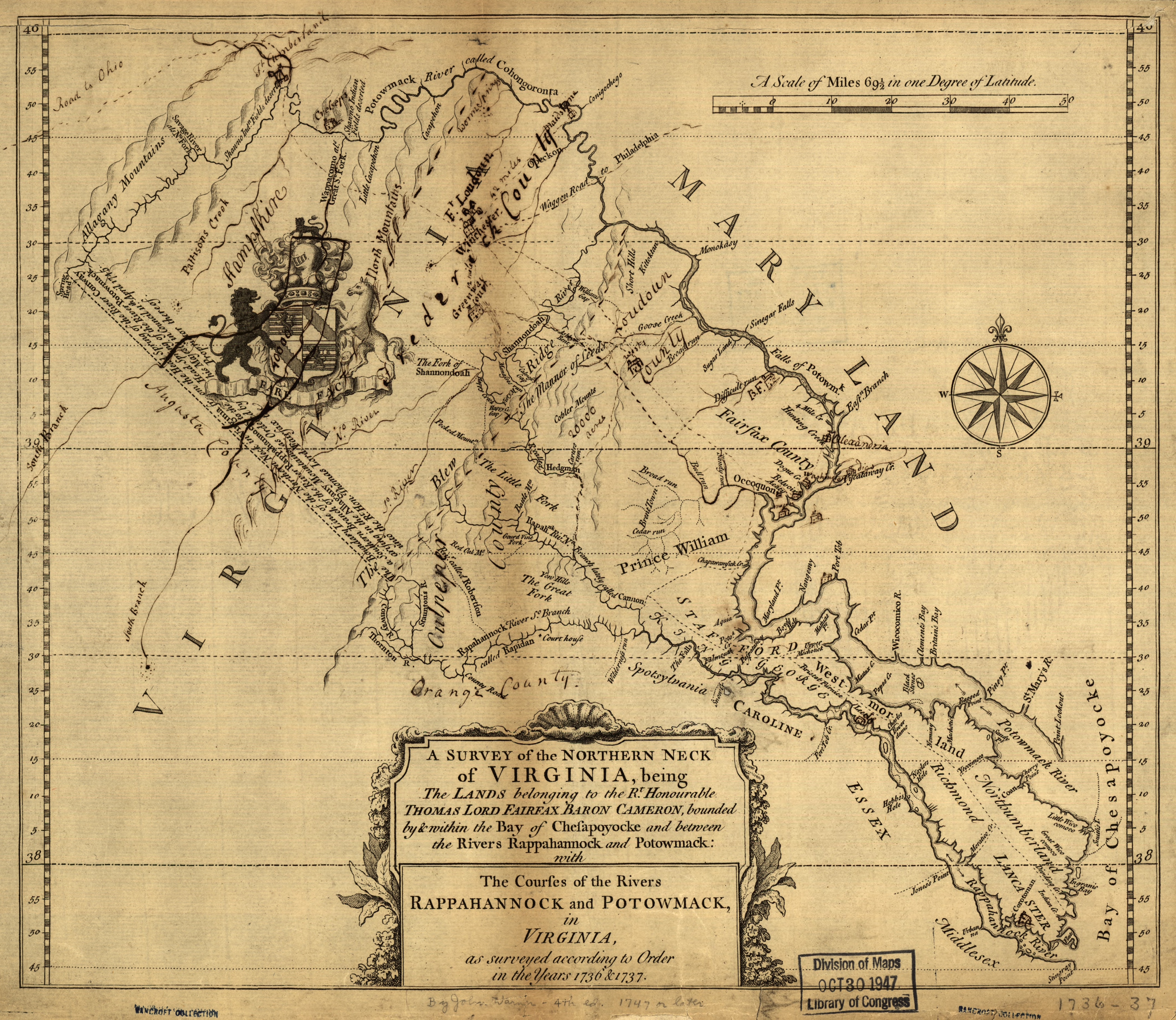
Mappa del 1736-37 della concessione terriera del Northern Neck

La Northern Neck Proprietary (detta anche concessione terriera del Northern Neck, Fairfax Proprietary, o concessione terriera Fairfax) fu una concessione terriera concessa dall'esiliato re Carlo II nel 1649 e comprendente tutte le terre comprese tra i fiumi Potomac e Rappahannock nella Colonia della Virginia. Essa copriva un'area di oltre 20.000 km², comprendendo la regione del Northern Neck ed una vasta area ad ovest di esso.
La concessione divenne effettiva nel 1660 quando Carlo II venne restaurato al trono inglese. Nel 1719, queste terre vennero ereditate da Thomas Fairfax, VI lord Fairfax di Cameron (1693-1781). Al tempo la questione dei confini reali del possedimento portò a non pochi contenziosi. Nel 1746 venne deciso di annettervi anche una linea di terra per connettere la riva nord del fiume Potomac con le terre presso il fiume Rappahannock (nota come "Fairfax Line"). 
Le parti non insediate di questa concessione vennero confiscate dal governo con la rivoluzione americana tramite il Virginia Act del 1779 e quando questi morì nel 1781 la concessione terriera terminò a tutti gli effetti. Una porzione del possedimento, ad ogni modo, fu soggetta ad una causa presso la corte suprema degli Stati Uniti (Martin v. Hunter's Lessee, 1816).

## Storia
Nel settembre del 1649, Carlo II d'Inghilterra concesse a settimi inglesi l'intero territorio della Virginia tra i fiumi Rappahannock e Potomac come proprietà personale all'interno della colonia. L'estensione della concessione era poco nota sia al re che a coloro che ne avrebbero usufruito in quanto l'area era stata visitata appena dagli inglesi e non era stata ancora mappata. I proprietari ad ogni modo poterono fare ben poco dal momento che Carlo II, per i tumulti politici in Inghilterra, era de facto un re senza regno e quindi, teoricamente, non poteva disporre dei territori della sua ex corona, per quanto egli ne fosse il legittimo pretendente.
A metà del Seicento, il controllo di questa concessione terriera era ormai giunto nelle mani di un solo uomo, Thomas Colepeper, II barone Colepeper che ricevette una nuova patente di concessione da Giacomo II d'Inghilterra nel 1688. Lord Colepeper morì l'anno successivo. I 5/6 della sua intera proprietà vennero ereditati da sua figlia Catherine Culpeper e dal marito di questa, Thomas Fairfax, V lord Fairfax di Cameron. La nuova concessione, pur avendo abolito una serie di vecchi privilegi concessi nel 1649 ai primi proprietari, aveva mantenuto la possibilità di raccogliere le tasse localmente per conto del governo e pertanto lord Fairfax, che risiedeva in Inghilterra, venne costretto a servirsi di un ristretto gruppo di agenti per gestire le proprietà che possedeva nelle colonie americane. Dopo la morte di lord Fairfax nel gennaio del 1710, suo figlio Thomas Fairfax, VI lord Fairfax di Cameron, ereditò il titolo ed i 5/6 delle terre nel Northern Neck. A maggio di quello stesso anno, sua nonna morì lasciandogli l'1/6 di terreno mancante. In quanto all'epoca era appena sedicenne, gli affari della proprietà vennero gestiti da sua madre, lady Catherine Fairfax. Quando questa morì nel 1719, il VI lord Fairfax si trovò in pieno potere amministrativo di tutta la concessione terriera.
Il governo della Virginia con sede a Jamestown negli anni non era mai riuscito ad ottenere il pieno controllo dei territori che, a tutti gli effetti, rappresentavano un feudo privato di lord Fairfax, per quanto molto esteso. Nel 1735 lord Fairfax si portò in Virginia per vedere personalmente una questione che lo poneva in contrasto con l'amministrazione della colonia: i confini a sud dei propri terreni. Nel 1736 venne commissionato uno studio (vedi Fairfax Stone) e l'anno successivo Fairfax fece ritorno in Inghilterra per presentare il suo caso al Privy Council del re. Prima di lasciare l'America, divise una porzione del proprio dominio di 50,94 km² presso le Great Falls da destinare unicamente alla sua persona (la futura contea di Fairfax). Una seconda misurazione venne condotta con estrema difficoltà nel 1746 quando venne stabilita una linea (la Fairfax Line) tra i possedimenti di lord Fairfax e quelli della colonia posti tra i fiumi Potomac e Rappahannock.
Nel 1747, lord Fairfax tornò in Virginia, avendo ottenuto il favore del Privy Council per la sua causa contro le autorità locali della Virginia. Quando ad ogni modo scoppiò la rivoluzione americana, il "dominio feudale" di lord Fairfax de facto cessò ed ancor più, nel 1781, con la sua morte, quando venne meno anche la concessione. Tutte le terre che erano state concesse a lord Fairfax rimasero nelle mani di chi le aveva in lavorazione, mentre le restanti passarono allo stato della Virginia.

## La contea di Fairfax
Prima del 1649, l'interno Northern Neck era stato designato dall'Assemblea della Virginia come componente di una vasta contea denominata "Northumberland".
Nel 1653, la maggior parte della porzione a nord del Northumberland venne rinominata contea di Westmoreland. Nel 1664, la contea di Stafford venne creata dalla porzione nord della contea di Westmoreland.
Nel 1730, venne iniziata la procedura per la creazione di una nuova contea, la contea di Fairfax, assieme alle contigue contee di Prince William e Loudoun. La procedura si concluse con la creazione della contea di Fairfax nel maggio del 1742, che divenne effettiva dal dicembre successivo. Nel 1757 la House of Burgesses della Virginia con una legge decise di ricavare dalla contea di Fairfax quella di Loudoun.